# Корнієнко Олександр Сергійович
Олександр Сергійович Корнієнко (нар. 12 травня 1984, Київ) — український політик від партії «Слуга Народу», громадський діяч з неформальної освіти. Перший заступник голови Верховної Ради України з 19 жовтня 2021 року.

## Життєпис

### Освіта
- 2001—2007 — навчався у КПІ (магістр хімічної технології та інженерії).
- 2008—2010 — навчався у Вісбаденській академії психотерапії (Німеччина)[2]

### Робота
- 2001—2003 — журналіст журналу «Молоко», сайту music.com.ua;
- 2003—2004 — журналіст, редактор молодіжної газети «Молода гвардія»;
- 2004—2006 — засновник та видавець студентської газети «Студентка»;
- 2005—2008 та 2011—2013 — концертний директор та менеджер українського рок-гурту Крихітка (Крихітка Цахес);
- 2006—2008 — виконавчий продюсер мистецького об'єднання «Остання барикада», в рамках якого брав участь в організації ряду мистецьких акцій та фестивалів, зокрема, День Незалежності з Махном(м.Гуляйполе, Запорізька обл., 2006р.).
- 2005—2010 — співзасновник молодіжної організації «СІМ — Спілка ініціативної молоді»[3], яка займалась неформальною освітою та креативним дозвіллям молоді (рр.);
- З 2015 — голова Наглядової ради ГО «Біржа молодіжних проектів»;
- 2016—2018 — для проєкту GoCamp організовував приїзд до України волонтерів для участі у пришкільних мовних таборах.

- 2008-2010 - соціальний тренер
- 2010 — квітень 2019 — бізнес-тренер.

## Політична діяльність
2004—2005 — учасник студентських протестів під час Помаранчевої революції.
З 2006 — політичне консультування на виборчих кампаніях, після Революції гідності працював з новими партіями та кандидатами. 2015 року працював у штабі кандидата на посаду міського голови Миколаєва від партії «Самопоміч» Олександра Сєнкевича.
З листопада 2018 року — у команді Зеленського. Координував волонтерський проєкт спостерігачів від ЗеКоманди. Організовував роботу з наповнення виборчих комісій.
Керівник передвиборчого штабу партії «Слуга народу», кандидат в народні депутати від партії «Слуга народу» на парламентських виборах 2019 року, № 7 у списку. Фізична особа-підприємець.
Перший заступник голови депутатської фракції партії «Слуга народу», голова партії — з 10 липня 2019 року.
Член Комітету Верховної Ради з питань організації державної влади, місцевого самоврядування, регіонального розвитку та містобудування, голова підкомітету з питань організації державної влади, державної служби, служби в органах місцевого самоврядування, державних символів та нагород. Очолює Лічильну комісію. З травня 2019 року — керівник передвиборчого штабу партії «Слуга народу», кандидат в народні депутати від цієї партії.
З 10 листопада 2019 — керівник партії.
У травні 2020-го став одним з ініціаторів законопроєкту від «Слуги народу», який за даними ЗМІ, фактично офіційно дозволяє непрямий підкуп виборців в умовах пандемії коронавірусу.
Перший заступник голови Верховної Ради України від 19 жовтня 2021 року. Обраний замість Руслана Стефанчука, який перейшов на посаду голови Верховної Ради, замінивши Дмитра Разумкова.

## Фінансовий стан
Згідно з декларацію за 2020 рік, дохід сім'ї Корнієнко становив понад 1,2 млн грн. Зокрема, у Верховній Раді Корнієнко заробив 510 тис. 426 грн. Політик задекларував 104,9 тис. грн і $150 на банківських рахунках. У власності Корнієнка та його дружини — квартира в Києві площею 113 м² і вартістю 4,4 млн грн, квартира в Черкасах площею 85 м² вартістю 200 тис. грн та земельна ділянка та будинок у Київській області. Корнієнко також задекларував автомобіль Citroen C5 Aircross HDi 180 2019 року випуску вартістю майже 951 тис. грн. і 50 % авторських прав на пісні групи «2Саша».

## Скандали

### Держкіно
2 грудня 2019 року представники української кіноіндустрії написали відкритого листа до прем'єр-міністра, міністра культури, молоді та спорту та голови Нацагентства з питань держслужби з вимогою звільнити Корнієнка з Комісії з питань вищого корпусу державної служби, якого було призначено у цю комісію напередодні 20 жовтня. Його звинувачують у політичній заангажованості щодо кандидатури Юлії Сінькевич на посаду голови Держкіно, єдиної фіналістки конкурсу на цю посаду.

### Сексизм
23 червня 2020 року потрапив у сексистський скандал, обговорюючи з членом партії «Слуга народу» Давидом Арахамія зовнішність депутатки Ірини Аллахвердієвої. Пізніше стало відомо, що обговорювали вони не Ірину Аллахвердієву, а Тетяну Домбровську.

## Сім'я
Одружений. Разом із дружиною виховують трьох доньок.